# San Salvador (Castille-et-León)
Pour les articles homonymes, voir San Salvador.
San Salvador est une commune de la province de Valladolid dans la communauté autonome de Castille-et-León en Espagne.

## Sites et patrimoine
Les édifices les plus caractéristiques de la commune sont :
- Église del Cristo Salvador
- Chapelle del Cristo